# El Tanque, Spanien
Tanque är en kommun i Spanien. Den ligger i provinsen Santa Cruz de Tenerife i den autonoma regionen Kanarieöarna i sydvästra delen av landet, 1 800 km sydväst om huvudstaden Madrid. Antalet invånare är 2 787 (2024). Tanque ligger på ön Teneriffa.